# 郑州四人撕毁毛泽东像事件
郑州四人撕毁毛泽东像事件是指2012年10月25日姬来松、蔺其磊、程帅帅，曹小东四人在河南省郑州市紫荆广场毛泽东像后面每人撕毁毛泽东像一张，并且把照片传在网上，随后四人身份被曝光，并且引发争论，左派认为此事违反《宪法》和《刑法》，是煽动颠覆国家政权罪，须依法认罪；右派认为毛泽东发动反右运动、大跃进、大饥荒、文化大革命的遗毒至今没有清理干净，四人的行为是表达言论自由和呼吁民主，另外一种观点是四人撕毁毛泽东像并非去毛或拥毛，是为了出名和引起社会关注度，借机炒作自己。

## 事件
2012年10月25日，在河南省郑州市紫荆广场毛泽东像后面，姬来松、蔺其磊、程帅帅，曹小东四人每人手拿一张毛泽东像撕毁，随后将撕毁毛泽东像的照片传到网上，旋即引发网民围观和讨论，四人身份也被迅速曝光。 郑州市公安局旋即逮捕了其中三人。
11月1日，另一人曹小东被传唤随后遭到监禁。
11月11日，在美国洛杉矶的中华人民共和国驻洛杉矶总领事馆前面，50余名汉族、藏族中国民主党党员聚集在一起，每人手拿一张毛泽东像撕毁，高呼“中国人权不能等待”，随后把撕碎的毛泽东像碎片放入信封，交给中华人民共和国驻洛杉矶总领事馆，宣布正式成立“中国人权保护组织”。

## 当事人
- 姬来松，男性，汉族，毕业于郑州大学法学院，为一名律师。[1]
- 蔺其磊，男性。[1]
- 程帅帅，男性，毕业于西安翻译学院，为艾滋病维权者，曾送“北京人大学”牌匾给北京大学，抗议教育资源分配不公。[1]
- 曹小东，男性。[1]

## 社会舆论

### 正面评价
中央民族大学教授赵士林：“撕毛像是正义之举，但也是表面之举。为了唤醒被误导的民众及未经历毛时代的年轻人，关键是公布真相。当局应为民族负责，公布毛时代真相，诸如反右、大饥荒饿死人、文革等。真相会将毛粪那一套立刻击得粉碎，民众立刻就会认识清楚孰是孰非。”
政治学者吴稼祥、影视编剧谷凯、作家土家野夫：“《参考消息》登了一篇文章，标题：《国人愤怒：‘郑州四人公开撕毁毛泽东像’》，抱歉，我是中国人，我没有感到愤怒，别随便代表我。”
政治学者张鸣：“撕毛像的人被警方传讯，毛粉一片欢腾。是的，如果在文革时，这样的人是要被判死刑的。文革又回来了，你们高兴了。”
军事家赵楚：“新文革份子疯狂出动，我草草看了看，印象是，这些毛的拥护者绝对是400%的毛黑。除了不堪入目的辱骂，就是很空洞的暴力威胁，他们所展示的毛追随者的嘴脸基本流氓、无赖和心理变态者。这些人就是毛的好学生？太滑稽了。”
经济学者郭朝晖：“1976年，山东历城县教育局长用带主席像的报纸包鱼骨头、北园中学的老师用带主席像的报纸擦屁股。两人皆被打成现行反革命。近闻郑州警方传讯撕毁毛画像青年人，是不是文革真的又来了？”

### 负面评价
作家司马平邦：“他们有表达看法的权利，虽方式极端，但应依法追诉。”
鹤龄：“（他们）应该归咎在《刑法》第一百零五条‘以造谣、诽谤或者其他方式煽动颠覆国家政权、推翻社会主义制度的的范围之内，这种行为如果已经构成犯罪，依法可以‘处五年以下有期徒刑、拘役、管制或者剥夺政治权利；首要分子或者罪行重大的，处五年以上有期徒刑’。”